# Schlangenstein in Weimar

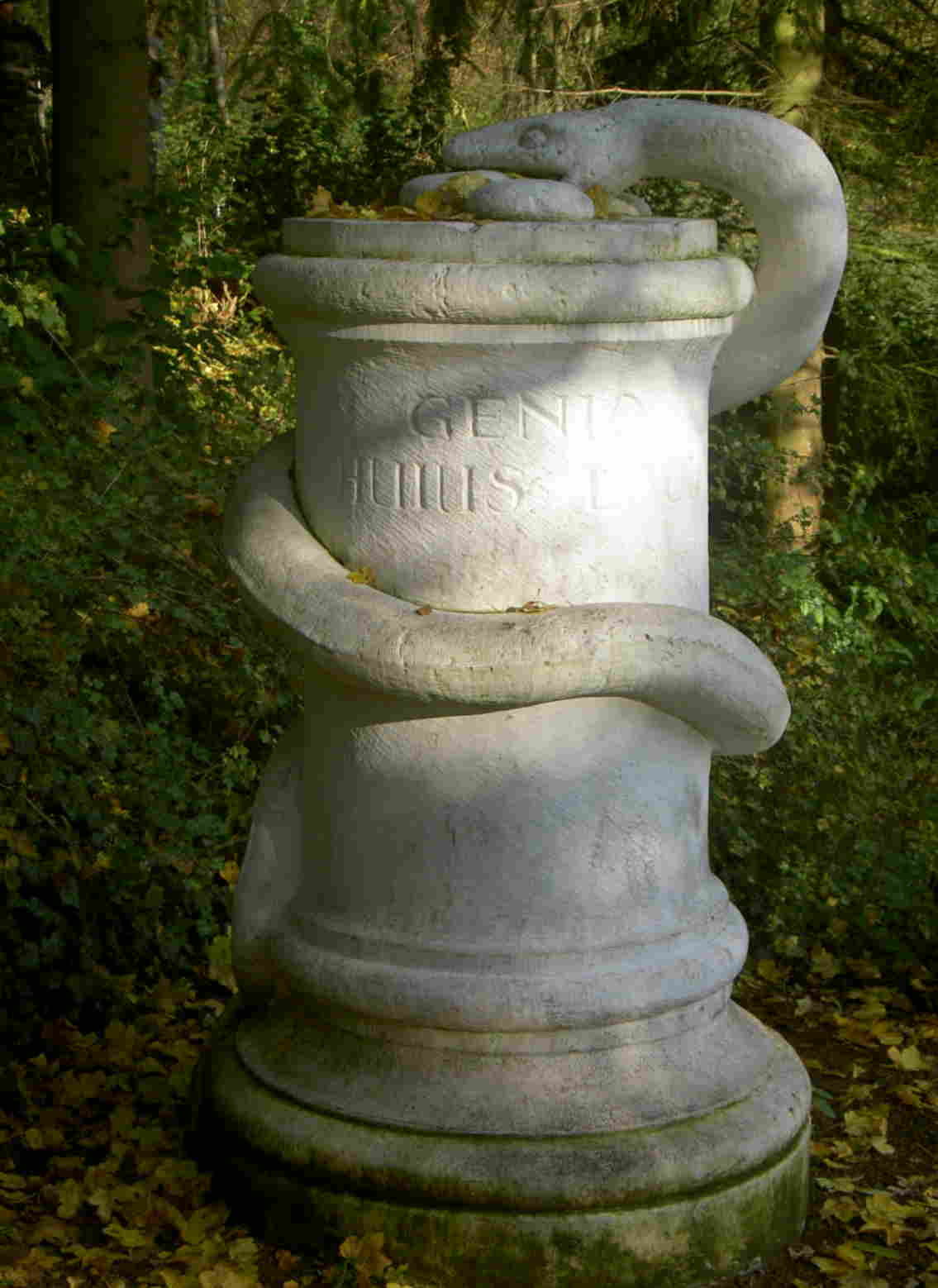
Schlangenstein (Kopie)

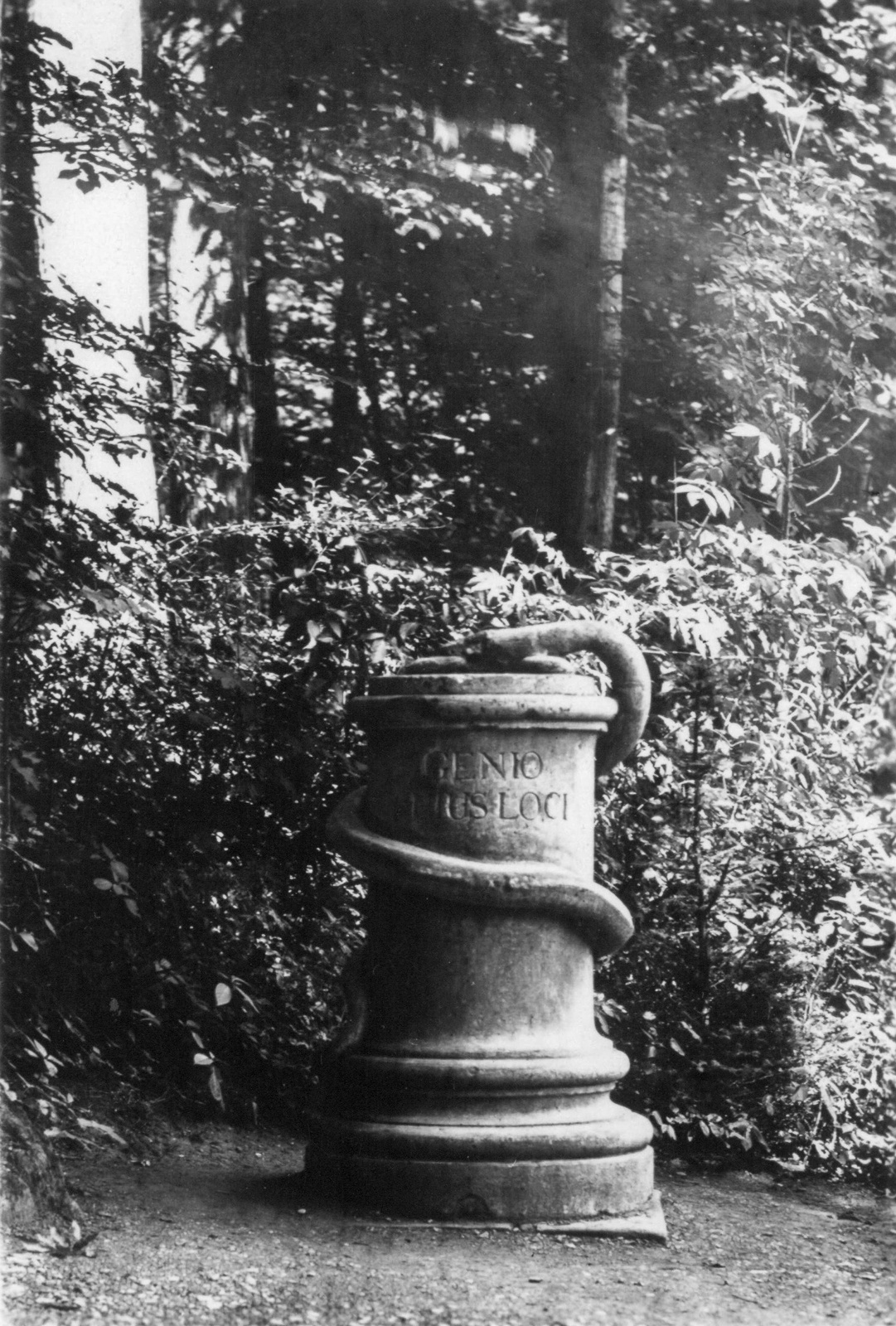
Originalstein (um 1920)

Der Schlangenstein ist ein Denkmal in Weimar in Thüringen.
Er hat seinen Standort im Park an der Ilm. Der originale Schlangenstein wurde 1787 von Martin Gottlieb Klauer im Auftrag des Herzogs Carl August am linken Ilmsteilufer nach antikem römischen Vorbild, einem Abguss eines Opferaltars aus Herculaneum, aufgestellt. Dies geschah zu Ehren seines Freundes Goethe, der sich damals bereits längere Zeit in Italien aufhielt. Seit 1968 steht an dieser Stelle eine Kopie aus rotem Sandstein, welche weiß bemalt ist. Die von Franz Dospiel gefertigte Kopie wurde 1968 im Park aufgestellt. Die Schlange als Symbol der Fruchtbarkeit durch ihr aufwärtsgerichtes Winden um die Säule weist auf die Kraft der Natur hin, die den Garten- und Ackerbau fördert und zugleich Heilkraft bringt. Oben auf dem Opferaltar beißt die Schlange in das Opferbrot. Die Inschrift Genio huius loci – Dem Geist dieses Ortes – weist auf die harmonische Verbindung von Geist, Natur, Literatur und Kunst hin. Auf das Schlangensymbol wird bei der Graburne von Klauer auf dem Jacobsfriedhof abermals Bezug genommen. Das Gleiche findet sich am Kenotaph für Leopold von Braunschweig-Wolfenbüttel in Tiefurt. Der Biss in den eigenen Schwanz symbolisiert aber den Tod und zugleich die Wiedergeburt (Reinkarnation), schlicht die Ewigkeit.
Das verwitterte bzw. durch den Zweiten Weltkrieg beschädigte Original des Schlangensteins, welches nur noch den Schatten der sich aufwärtswindenden Schlange erkennen lässt, befindet sich seit 2012 im Römischen Haus in Weimar.
Der 1624 gegründete Verlag Hermann Böhlaus Nachfolger, der seit 1998 zur J. B. Metzler’sche Verlagsbuchhandlung gehört, verwendete dieses Motiv als Firmensignet. Die letztmalige Verwendung dieses Firmensignets von Hermann Böhlaus Nachfolger Weimar ist auf dem Goethe-Jahrbuch 2004 nachweisbar.